# Corrida Internacional de São Silvestre de 1989
A Corrida Internacional de São Silvestre de 1989 foi a 65ª edição da prova de rua, realizada no dia 31 de dezembro de 1989, no centro da cidade de São Paulo, a largada aconteceu as 17h00m, a prova foi de organização da Fundação Cásper Líbero e A Gazeta Esportiva.
Os vencedores foram o equatoriano Rolando Vera e a mexicana María Del Carmen Díaz. Esta edição é marcada pelo início da fase diurna da São Silvestre.

## Percurso
Av. Paulista 900, em frente ao Edifício Cásper Líbero até o Av. Paulista 900, na frente do Edifício Cásper Líbero, com 12.650 metros.

## Resultados

#### Masculino
- 1º Rolando Vera (Equador) - 36m45s

#### Feminino
- 1º María Del Carmen Díaz (México) - 43m52s

#### Participações
- Participantes:10.000 atletas
- Chegada: 4486 atletas.[3]

## Ligações Externas
- Sítio Oficial (em português)